# Erich Huber (Fußballspieler)
Erich Huber ist ein ehemaliger deutscher Fußballspieler, der für den FC Bayern München aktiv war.

## Karriere
Huber gehörte zur Saison 1956/57 dem Kader des FC Bayern München an, für den er in Oberliga Süd, der seinerzeit höchsten deutschen Spielklasse, zwei Punktspiele bestritt. Sein erstes absolvierte er als Mittelfeldspieler am 2. September 1956 (3. Spieltag) im Stadion an der Grünwalder Straße beim 1:0-Sieg gegen den 1. FC Schweinfurt 05, sein letztes als Abwehrspieler am 17. März 1957 (23. Spieltag) im Sportpark Ronhof, bei der 1:8-Niederlage gegen die SpVgg Fürth.